# Греку Михайло Григорович
Михайло Григорович Греку (нар. 9 [22] листопада 1916, с. Фараонівка, Аккерманський повіт, Бессарабська губернія (нині Одеська область) — 9 квітня 1998 Кишинів, Молдова) — молдовський радянський живописець. Лауреат Державної премії СРСР (1990).
Михайло Греку вважався новатором «складною і надзвичайно обдарованою особистістю», який зробив «революцією образотворчого мистецтва не тільки в Молдові, але і в колишньому Радянському Союзі». Його картина «Гостинність», «Новобранці», «Осінній день» «Вечеря в полі», «Млин старої» і «дівчата в Чадир-Лунга» увійшли у молдавську колекцію золотих картин . Він є автором великої кількості картин, які знаходяться в найбільших музеях колишнього Радянського Союзу, в тому числі Третьяковська галерея.
Він цікава і значуща особистість, якій вдалося зберегти основи румунського мистецтва і запропонувати сучасний розвиток національного мистецтва. Колорист рідкісного пафосу, художник залишив картини, які зачаровують гармонією кольорів, стиль кожної картини є відносинами між теплими і холодними тонами, взаємодії світла і тіні. Картини художника відрізняються від інших технологічними інноваціями, таким як колаж, флуоресцентні барвники або акрил, різні типи пігментів «бронзи» та «алюмінію».

## Біографія

### Освіта, навчання
Михайло Греку виріс в селі Кам'янське на півдні Бессарабії, він навчався у нормальній школі в Білгороді-Дністровському, маючи як вчителя малювання Ростислава Окушка, показував йому свої перші роботи. Отримав Гран молодих художників в Румунії у 1935 році, брав участь в створені творчих таборів в Бая-Маре і Балчик, де зустрів Ніколу Тоніца, Лучіан Григореску, Анрі Катарджі. З 1937 по 1940 він був студентом в Академії витончених мистецтв в Бухаресті, між 1940—1941 і 1945—1946 вчиться в Республіканському художньому училищі ім I.Рєпіна, на даний час Коледж Образотворчих Мистецтв «Олександр Пламадіала» в Кишиневі, Молдова, майстерня Гамбурд М. (1940). У період з 1947 по 1948 рік відвідував уроки живопису в Школі Мистецтв, семінар І. Хазова, Кишинів (Молдова). Під час Другої світової війни евакуйований на Уральськ, Казахстан (1941-1944), де намалював свою першу роботу «Maternitate [Архівовано 8 лютого 2016 у Wayback Machine.]» (1944).

### Родина
- Дружина — Фіра (Есфір) Львівна Греку (1919 року, Константинополь — 1992 року, Кишинів) — молдавський живописець, кераміст.
- Дочка — Тамара Михайлівна Греку-Пейчева (нар. 1944) — молдавська художниця і мистецтвознавець.

- Зять — Дмитро Петрович Пейчев (нар. 1943) — молдавський художник і болгарський поет.

## Творчість
Автор понад 70 картин, багато з яких присвячені історії молдавського народу. Роботи Михайла Греку відрізняються глибоким драматизмом і емоційною виразністю кольору. Він проявив себе як талановитий колорист.  З початку 1960-х років у творчості Греку переважає прагнення до поетичного осмислення життя сучасного молдавського села. Михайло Греку приділяв особливу увагу пошукам національного характеру художнього образу, часто вдавався до прийомів примітиву і підкресленою умовності живописної манери.

### Картини
«Татарбунарське повстання» (1956—1957), «Чадирлунгскі дівчата» (1960), «Проводи» (1964—1965), триптих «Історія одного життя» (1966), «Вірменська церква» (1967—1968), "Двір тітки Іляни "(1976), «Місяць над Бутученами»(1979).

### Експозиції
- Особисті: Білгород-Дністровський (1935), Баку (1965), Таллінн, Рига (1968), Вільнюс (1973), Київ (1989), Бакеу (1992), Кишинів (1996, 1997).

- Групові: Кишинів (1957), Москва (1957), Рига (1966), Челябінськ, Кострома, Смоленськ, Чернівці, Вінниця (1973), Москва (1983), Кишинів, Москва (1986).

## Пам'ять
- У 2011 році на його честь була випущена поштова марка Молдови.

- 2016 рік оголошено роком Міхая Греку.

## Нагороди, премії, почесні звання
- 1972 — Заслужений діяч мистецтв МРСР.

- 1978 — Державна премія Молдавської РСР за картини «На берегах Єнісею», «Хліб і сонце», «Ворота старого Орхея», «Розкопки в Бутученах» і серію «Сільські пейзажі».

- 1987 — Народний художник МРСР.
- орден «Знак Пошани»

- 1992 — почесний член Академії наук Молдови

- 1992 — Орден Республіки

## Публікації
- 1958 — Cultura Moldovei, «Dreptul la teme mari»

- 1962 — Cultura Moldovei, «Arta si noul»

- 1963 — Cultura Moldovei, «Culoarea si stilul»

- 1968 — Творчість, «Історія одного життя»

- 1968 — Nistru, «Peisajul si contemporaneitatea»

- 1975 — Молодь Естонії, «І вічне, і прекрасне»

- 1991 — Moldova, «Fericita de propria-i taina»

## Критика
«Михайло Грек цікава і значуща особистість, якій вдалося зберегти основи румунського мистецтва і запропонувати сучасний розвиток національного мистецтва в нашому регіоні.»
Sofia Bobernaga, мистецтвознавець
«Заслуга М.Греку полягає у тому, що він був першим художником з Молдови, який був натхненний народними художніми традиціями і захищав естетичну цінність різних його форм, в тому числі так звану „primitiv“ — наївне мистецтво художників аматорів.»